# Elisabeth Bergner

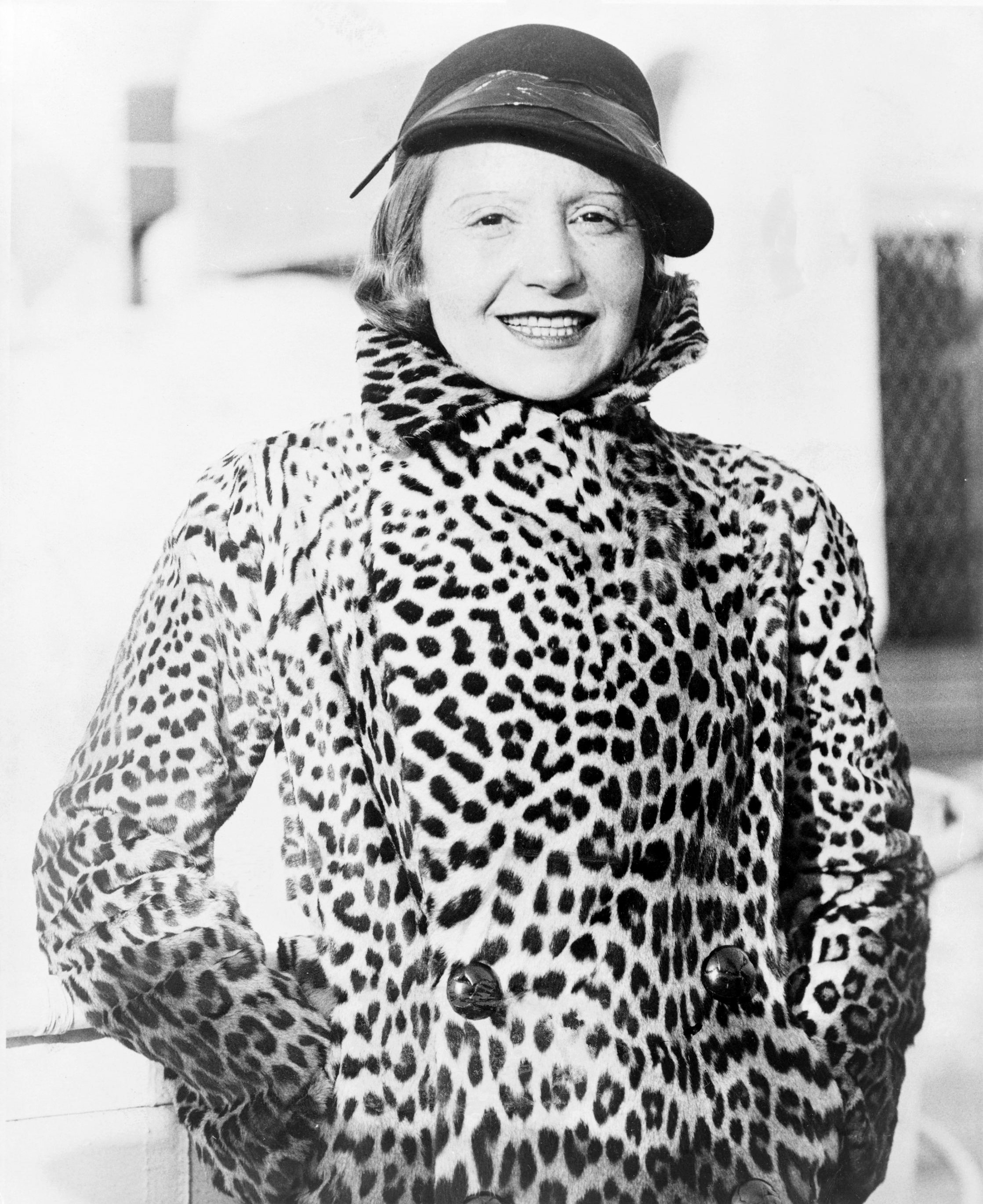
Elisabeth Bergner (1935)

Elisabeth Bergner (geborene Elisabeth Ettel; * 22. August 1897 in Drohobycz in Galizien, Österreich-Ungarn; † 12. Mai 1986 in London) war eine österreichisch-britische Theater- und Filmschauspielerin. Sie gelangte in den 1920er-Jahren als Theater- und Stummfilmschauspielerin zu großer Bekanntheit. 
Als Jüdin floh sie nach der Machtergreifung der Nationalsozialisten aus dem deutschsprachigen Raum und feierte danach vor allem in Großbritannien noch Erfolge. Für ihre Darstellung in dem Film Verlaß mich niemals wieder erhielt sie 1936 eine Oscar-Nominierung.

## Leben
Bergners Eltern waren Emil Ettel und seine Frau Rosa, geb. Wagner – beide waren eher säkulare Juden. In der Familie lernte sie als Hauslehrer den Medizinstudenten (und später berühmten Gruppentherapeuten) Jacob Moreno kennen, dem sie später den Anstoß zuschrieb, an die Bühne zu gehen. Ihre Ausbildung erhielt sie an privaten Schauspielschulen sowie von 1912 bis 1915 am Konservatorium in Wien. Sie debütierte im Jahr 1915 am Theater in Innsbruck, später folgten Auftritte in Zürich (1916/17, Stadttheater), Wien (1919/20, Neue Wiener Bühne), München (1920 bis 1922, Münchner Schauspielhaus und Staatstheater am Gärtnerplatz) und Berlin (ab 1921). Während ihres Aufenthaltes in Zürich lebte Bergner mit der deutsch-französischen Dichterin Claire Goll zusammen. In Zürich saß sie auch als Modell für den Bildhauer Wilhelm Lehmbruck, der sich unglücklich in sie verliebte. Unwissentlich hatte Bergner dadurch einen „beträchtlichen Teil der modernen Skulptur beeinflußt“, sie fungierte als Inspiration für Constantin Brâncuși und Félix Henri Giacomotti. Ihre erste Filmrolle erhielt sie im Jahr 1922 als bucklige Schneiderstochter in Der Evangelimann. Der Durchbruch gelang ihr 1923 unter Victor Barnowsky mit dem Shakespeare-Stück Wie es euch gefällt am Lessing-Theater in Berlin. Damit wurde Bergner die am meisten gefeierte Bühnenschauspielerin Berlins.

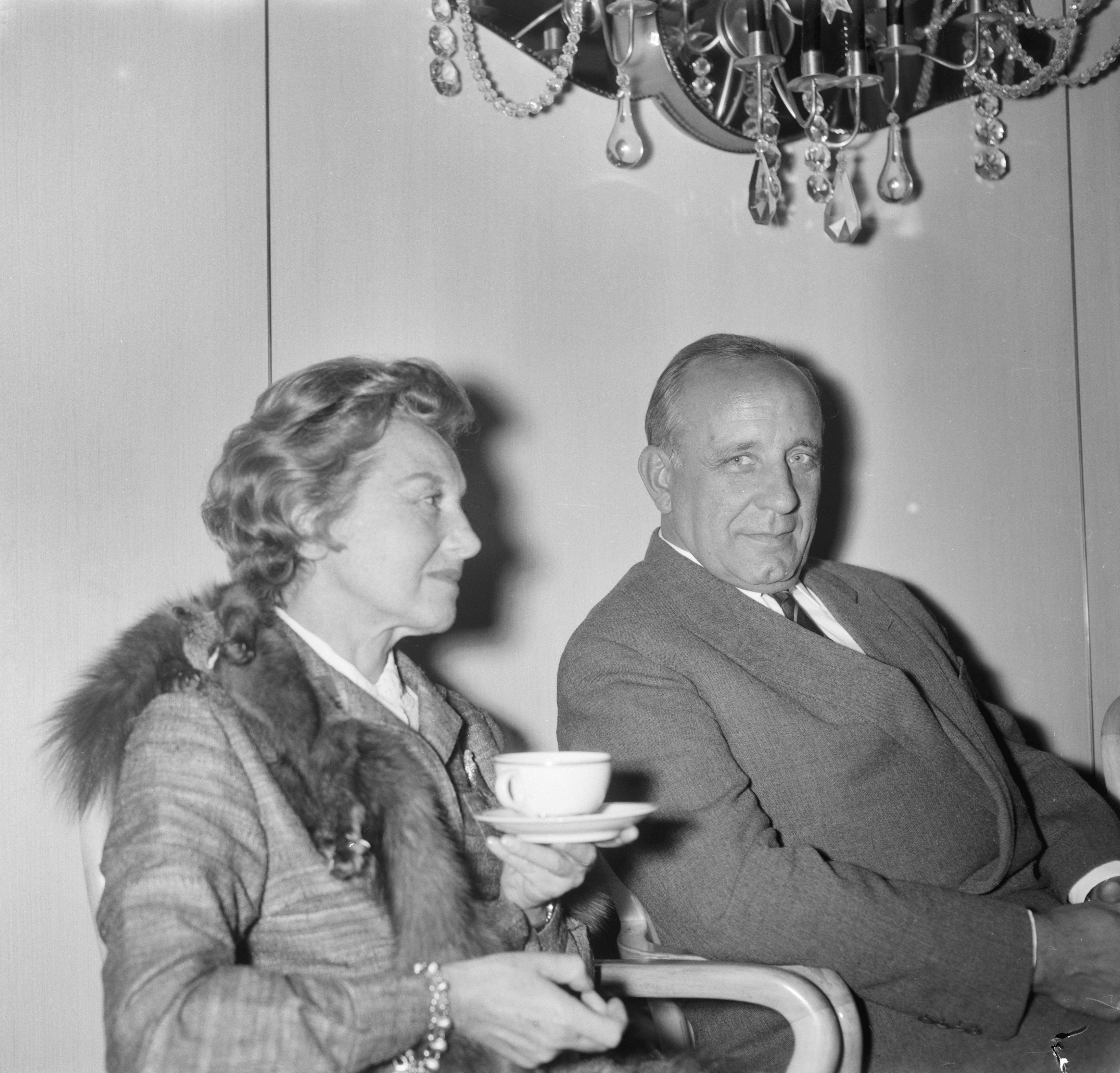
Elisabeth Bergner mit O. E. Hasse (1960)

Elisabeth „Lisl“ Bergner hatte zahlreiche Beziehungen zu Männern.
Mit dem österreichischen Schriftsteller Albert Ehrenstein hatte sie eine Liebesbeziehung. Ab 1924 arbeitete sie ausschließlich mit dem Regisseur Paul Czinner zusammen, der auch privat ihr Partner wurde. Ihr größter Stummfilmerfolg wurde Fräulein Else.
Als Juden mussten sie nach der Machtergreifung der Nationalsozialisten zuerst nach Wien und dann nach London fliehen, wo sie auch heirateten. Sowohl den Umstieg von der Stummfilmzeit zum Tonfilm als auch die sprachliche Anpassung an ihre neue Wirkungsstätte schaffte sie mühelos. Bereits im Jahr 1934 spielte sie Katharina die Große unter der Regie ihres Mannes. Der Film wurde allerdings in Deutschland verboten. Ein Jahr später erhielt sie für ihre Rolle in Verlass mich niemals wieder ihre einzige Oscar-Nominierung.
Im Jahr 1940 emigrierten Bergner und Czinner nach Hollywood, doch Bergners einziger Hollywood-Film Paris Calling (1941) war kein großer Erfolg. Sie verlegte den Schwerpunkt ihrer Arbeit wieder auf die Bühne. Nach dem Ende des Krieges arbeitete sie in New York unter anderem bei dem deutschsprachigen Theater Players from Abroad, bis sie 1950 nach England und 1954 nach Deutschland zurückkehrte, wo sie als Theater- und Filmschauspielerin erfolgreich wirkte.
Am 12. Mai 1986 verstarb Elisabeth Bergner im Alter von 88 Jahren. Ihre Grabstätte befindet sich im Golders Green Crematorium in London.

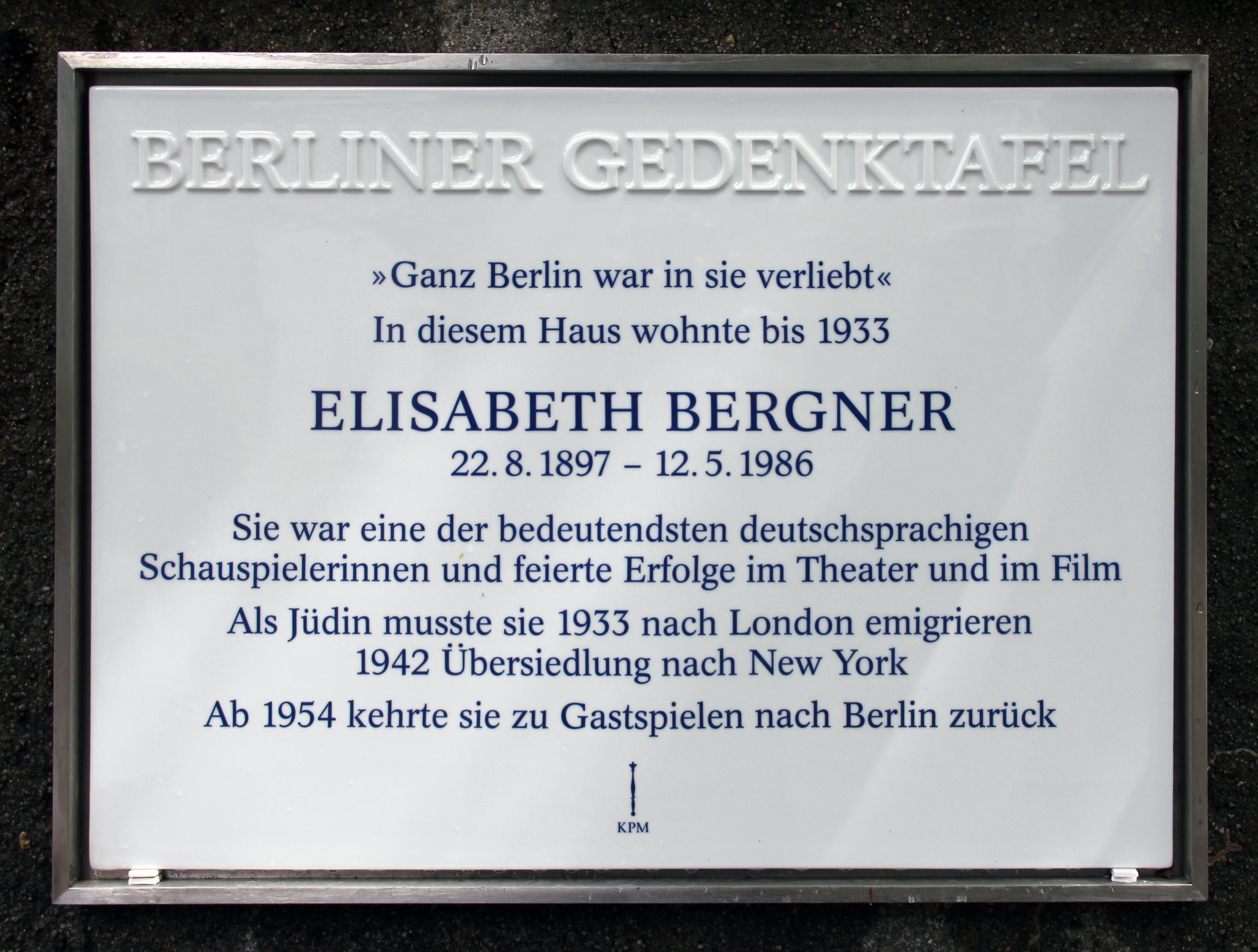
Berliner Gedenktafel in Dahlem

## Ehrungen
- Im Jahr 1962 wurde ihr der Schillerpreis der Stadt Mannheim und 1982 in Venedig der Eleonora-Duse-Pokal verliehen.
- Im Jahr 2000 wurde im 23. Wiener Gemeindebezirk Liesing der Elisabeth-Bergner-Weg nach ihr benannt.
- In Berlin-Steglitz ist an der Schildhornstraße ein Park nach ihr benannt.[7]
- Am 12. Mai 2016 wurde ihr zu Ehren in Berlin-Dahlem, Faradayweg 15, am Eingang ihres ehemaligen Wohnhauses (1925–1933) eine Gedenktafel angebracht.[8]
- 2016 wurde im Münchner Stadtteil Echarding die Elisabeth-Bergner-Straße nach ihr benannt.[9]

## Filmografie (Auswahl)
- 1923: Der Evangelimann
- 1924: Nju
- 1926: Der Geiger von Florenz
- 1926: Liebe
- 1927: Doña Juana
- 1929: Fräulein Else
- 1930: Ariane
- 1932: Der träumende Mund
- 1934: Katharina die Große (The Rise of Catherine the Great)
- 1935: Verlaß mich niemals wieder (Escape me never)
- 1936: Wie es euch gefällt (As You Like It)
- 1937: Melo (Dreaming Lips)
- 1939: Träumende Augen (Stolen Life)
- 1941: Paris Calling
- 1958: Stunde der Wahrheit (TV)
- 1962: Die glücklichen Jahre der Thorwalds
- 1963: Geliebter Lügner (TV)
- 1968: The Jewish Wife (TV-Serie A Touch of Venus)
- 1970: Der Todesschrei der Hexen (Cry of the Banshee)
- 1970: Der Kurier des Zaren (Strogoff)
- 1971: Release (TV-Serie Take three Girls)
- 1973: Der Fußgänger
- 1975: Nachtdienst (TV)
- 1978: Der Pfingstausflug
- 1982: Feine Gesellschaft – beschränkte Haftung
- 1982: Der Garten (TV)

## Auszeichnungen
- 1936: Oscarnominierung als beste Hauptdarstellerin in Verlaß mich niemals wieder
- 1962: Schillerpreis der Stadt Mannheim
- 1963: Filmband in Gold (Beste Hauptdarstellerin) für Die glücklichen Jahre der Thorwalds
- 1965: Filmband in Gold für langjähriges und hervorragendes Wirken im deutschen Film
- 1979: Ernst-Lubitsch-Preis für Der Pfingstausflug
- 1982: Eleonore-Duse-Preis der Stadt Venedig
- 1983: Ernst-Reuter-Plakette der Stadt Berlin
- 1984: Silbernes Blatt der Dramatiker Union; Bayerischer Maximiliansorden für Wissenschaft und Kunst
- 1985: Ehrenmitglied des Deutschen Theaters Berlin
- 1985: Hans-Otto-Medaille der DDR

## Autobiographie
- Elisabeth Bergner: Bewundert viel und viel gescholten … Elisabeth Bergners unordentliche Erinnerungen. Bertelsmann, München 1978, ISBN 3-570-01529-7.